# Chambre d'assemblée du Bas-Canada
La Chambre d'assemblée du Bas-Canada ou Assemblée législative du Bas-Canada est la chambre basse du Parlement du Bas-Canada de 1792 jusqu'en 1838. Conjointement avec le Conseil législatif (la chambre haute) et le représentant de la couronne britannique, elle détient le pouvoir législatif sur toutes les affaires « locales » de la colonie.

## Histoire

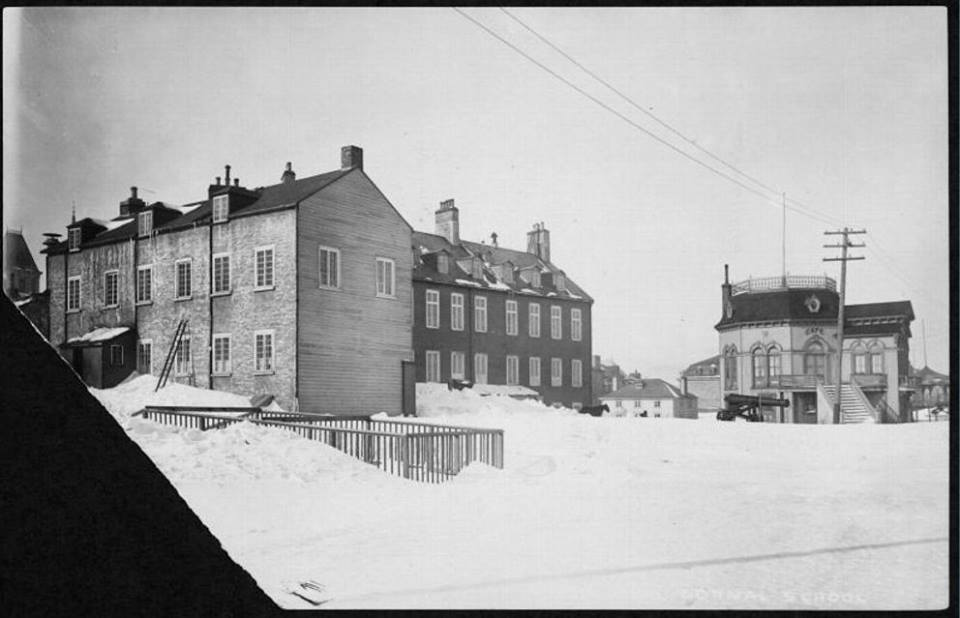
Chateau Haldiman et kiosque Potvin à droite, vers 1890.

L'Assemblée législative et le Conseil législatif sont créés par l'Acte constitutionnel de 1791. Les députés élus à la première législature du Bas-Canada s'assemblent pour la première fois le 17 décembre 1792 dans l'ancien palais épiscopal de Québec. Plus tard, le Château Haldimand est utilisé.
En avril 1807, Ezekiel Hart est le premier Juif élu à la Chambre d'assemblée mais le prétexte de sa religion ne permettant pas d'occuper ce poste d'après les lois britanniques (serment sur les Évangiles, notamment), il est expulsé deux années de suite au même motif, même quand il prête serment à la « façon catholique », le secrétaire d’État aux Colonies ayant confirmé qu’un Juif ne peut siéger à l’Assemblée. Il renonce après à toute vie politique,,. La législation sera modifiée, grâce à l'appui notamment de deux de ses fils, en 1831-1832. 
L'Assemblée cesse d'exister lors de la suspension de la constitution le 27 mars 1838 à la suite de la Rébellion des Patriotes. Le Bas-Canada est par la suite gouverné par un Conseil spécial nommé par la couronne. Avec l'Acte d'Union de 1840, une nouvelle chambre basse, l'Assemblée législative du Canada-Uni, est créée pour la nouvelle Province du Canada qui réunit le Haut-Canada et le Bas-Canada sous une même législature. Cette assemblée existe jusqu'en 1867, date à laquelle l'Assemblée législative du Québec est créée.

## Membres

### Élections
Les représentants que le peuple député à cette assemblée sont élus au suffrage censitaire. Les articles XX et XXII de la constitution du Bas-Canada accordent le droit de vote à toutes les personnes de 21 ans et plus qui rencontrent un critère de cens suffisamment bas qu'il permet, dans les faits, à la plupart des propriétaires et des locataires de la province d'exercer ce droit. Le nombre des représentants du peuple est initialement fixé à cinquante, le minimum permis par la constitution.

### Éligibilité
Tous les sujets britanniques de 21 ans et plus sont éligibles, exception faite des membres du Conseil législatif, des membres des clergés anglican et catholique. 

## Président
Le président de la Chambre d'assemblée (parfois appelé orateur, traduction du terme anglais speaker) était élu par ses membres.
Dès la première session de la Chambre d'assemblée, le gouverneur anglais considère Jean-Antoine Panet, le nouvel orateur, comme le représentant de la chambre d'assemblée et, donc, le porte-parole du parti majoritaire, une situation qui se formalisera avec l'élection de Louis-Joseph Papineau en 1815, et qui durera jusqu'à la suspension, en 1838, de l'Acte constitutionnel, à la suite de la révolte des Patriotes de 1837-38. 

### Liste des présidents de la Chambre d'assemblée
- 18 décembre 1792 : Jean-Antoine Panet
- 28 janvier 1794 : Michel-Eustache-Gaspard-Alain Chartier de Lotbinière
- 24 janvier 1797 : Jean-Antoine Panet
- 21 janvier 1815 : Louis-Joseph Papineau
- 10 janvier 1823 : Joseph-Rémi Vallières de Saint-Réal
- 8 janvier 1825 : Louis-Joseph Papineau
- 27 mars 1838 : dissolution finale

Sur les 45 ans d'existence de cette chambre, Papineau a été président durant 21 ans 2 mois, et Panet durant 19 ans 1 mois.

## Lieu de réunion
De la première séance qui rassembla les élus, le 17 décembre 1792, jusqu'en 1832, la Chambre d'assemblée du Bas-Canada se réunit dans la chapelle du palais épiscopal de Québec. Après la vente du palais par l'évêque de Québec au gouvernement, en 1831, des travaux d'agrandissement furent entrepris. La Chambre d'assemblée s'installa dans cette nouvelle partie en 1832. L'année suivante, l'ancienne chapelle du palais épiscopal fut démolie pour élever à sa place le corps principal du nouvel Hôtel du Parlement. On conserva jusqu'en 1850 l'aile sud-est de l'ancien palais épiscopal. Cette année-là, cette aile fut démolie afin d'achever la construction de l'Hôtel du Parlement. Le 1er février 1854, entre 3 h et 4 h du matin, un incendie se déclara dans l'aile sud du bâtiment et tout l'édifice brûla.